# Geel
Geel (niem. Gelb) – miasto w północno-wschodniej Belgii, w Regionie Flamandzkim, w prowincji Antwerpia, w okręgu Turnhout. 1 stycznia 2024 roku liczyło 42 331 mieszkańców. Leży ok. 27 km na wschód od Antwerpii. 

## Opieka nad umysłowo chorymi
W Geel w XIII wieku rozwinął się kult św. Dymfny, która jest patronką umysłowo chorych. W związku z tym kultem rodziny przysyłały do Geel swoich krewnych w nadziei uleczenia. Dlatego też w tym mieście rozwinął się niezwykły (odpłatny) system indywidualnej opieki nad umysłowo chorymi przez mieszkańców miejscowości. W latach 30. XX wieku liczba pacjentów psychiatrycznych w Geel wahała się między 3000 a 4000 (wobec około 14 tys. zwykłych mieszkańców). W szczątkowej formie ten system opieki istnieje w Geel do dziś.

## Podział administracyjny
W skład gminy nie wchodzi żadna dzielnica (deelgemeente).

## Współpraca
Miejscowości partnerskie:
- Slatina-Timiș, Rumunia
- Tydavnet, Irlandia
- Xanten, Niemcy